# يبروح خريفي
اليبروح الخريفي نوع نباتي سام ينتمي إلى جنس اليبروح من الفصيلة الباذنجانية. ينمو هذا النوع بصورة برية في المشرق العربي والمغرب العربي وجنوب أوروبا. وينتشر في جنوب سورية وفلسطين بشكل أكبر من بقية مناطق المشرق العربي.

## الوصف النباتي
نبات عشبي معمر. ساقه قصيرة جداً، وأوراقه طويلة 15 ـ 25 سم، بيضية متطاولة وحوافها متموجة، وللنبات جذر درني له شكل يشبه شكل قامة للإنسان، وقد أطلق على بعض أنواعها اسم (باللاتينية: Semi-liominis) وتعني نصف نبات ونصف إنسان. الأوراق سريعة الذبول لذا يصعب العثور على النبات إلاّ في فترة محددة من الربيع. يزهر في شباط ـ آذار. النبات عالي السمية.